# TX Logistik
La société TX Logistik AG est une entreprise de transport ferroviaire privée, créée en 1999 à Bad Honnef en Allemagne. En 2004, TX Logistik AG fonde une filiale en Suède, cette dernière reçoit le premier trafic de transit à travers la Suisse. 
L'opérateur public italien Trenitalia est entré au capital de TX Logistics en 2003 avec 15% puis, est monté à 51 % du capital en 2005 et en assume la direction opérationnelle. Le 24 mars 2011, Trenitalia reprend le reste du capital de TX Logistik AG,.
La société dispose de filiales en Autriche, Pays Bas, Suisse (jusqu'en 2013), Italie, Suède, Danemark, Hongrie et en Roumanie. La société possède également une participation à hauteur de 15 % dans le prestataire de services de conteneurs BoxXpress. 
TX Logistik comptait, en 2021, un effectif de 500 personnes dont 150 conducteurs de train et de manœuvre,. C'est le premier opérateur privé allemand de transport ferroviaire, en concurrence directe avec l'opérateur public DB Schenker Rail. 
L'entreprise offre des services complets de fret ferroviaire (transport de conteneurs et distribution).
Le 15 janvier 2024, TX Logistik achève la reprise de la compagnie de fret allemande Exploris AG et devient ainsi le numéro 2 sur le créneau du fret ferroviaire en Allemagne, juste derrière DB Schenker Rail. Le contrat avait été signé en juillet 2023 et a été approuvé par les autorités de contrôle de la concurrence au début de l'année 2024. 

## Réseau
Le réseau TX Logistik s'étend de l'Allemagne, des ports de Bremerhaven; Hambourg; Lübeck; Rostock; Duisbourg; Cologne, les gares de triage de Hanovre; Leipzig; Kassel; Francfort(Main); Mannheim; Kornwestheim; Singen(Hohentwiel); Ulm; Munich et Nürnberg jusqu'en Autriche (Hall in Tirol, Vienne), en Italie (Melzo et Verona, via le Brenner), au Danemark (Padborg), aux Pays Bas (Rotterdam), en Hongrie (Budapest) et en Roumanie (Curtici).
Sa filiale suédoise fait des trajets entre Trelleborg, Malmo et Eskilstuna.

## Matériel roulant
TX Logistik dispose d'une flotte de 170 locomotives incluant : Siemens Vectron, EuroSprinter et Bombardier Traxx et d'environ 2 500 wagons, conçue pour le réseau continental.